# Přírodní park Stráž nad Ohří
Stráž nad Ohří je přírodní park na levém břehu řeky Ohře v severozápadní části Doupovských a přilehlé části Krušných hor v okrese Karlovy Vary.

## Historie
Oblast klidu Stráž nad Ohří byla vyhlášena na území o rozloze 3 700 hektarů v roce 1985 okresním národním výborem v Karlových Varech. V roce 1997 byl status chráněného území změněn na přírodní park.

## Přírodní poměry
Území přírodního parku se nachází v katastrálních územích obcí Krásný Les a Stráž nad Ohří. Je vymezeno silnicemi třetí třídy, které spojují Damice, Krásný Les, Srní a Malý Hrzín. Jihovýchodní hranici tvoří tok řeky Ohře.

### Geologie
Většinu geologického podloží tvoří třetihorní vulkanity jako jsou alkalické bazalty a tefrity, které v oblasti vrcholu Pekelské skály a jejího severovýchodního úbočí přechází do trachybazaltů, trachyandezitů a intruzívních trachytických brekcií. V nejnižší části údolí Ohře, kde řeka vyhloubila údolí až na úroveň krystalinika, se vyskytují prekambrické nerozlišené různě metamorfované horniny. V západní části parku tvoří podloží jižně od Krásného lesa především pyroklastika bazaltových hornin. Na území krušnohorské části přírodního parku převládají prekambrické nebo paleozoické ruly a svory.

### Geomorfologie
Přírodním parkem vede hranice mezi geomorfologickými celky Doupovské a Krušné hory. Hranice mezi nimi probíhá jižně od Krásného Lesa k Osvinovu a dále na severovýchod kolem vrcholu Pekelské skály směrem ke Smilovu. Doupovská část spadá do geomorfologického okrsku Jehličenská hornatina, zatímco krušnohorská leží na území podcelku Klínovecká hornatina a v okrsku Jáchymovská hornatina. Nejvyšším vrcholem území je Pekelská skála s nadmořskou výškou 774 metrů.

### Půdy
Z půdních typů převládá kambizem eutrofní v doupovské části a kambizem dystrická v krušnohorské části chráněného území. Na čedičových výchozech se ostrůvkovitě vyskytují rankery.

### Vodstvo
Nejvýznamnějším vodním tokem je řeka Ohře, do které se v parku vlévá několik drobných přítoků, z nichž největší jsou Plavenský, Hornohradský a Pekelský potok. Plavenský potok teče podél západní hranice parku.

### Flóra a fauna
Na území přírodního parku žije řada vzácných a zvláště chráněných druhů rostlin a živočichů. Patří mezi ně árón plamatý (Arum maculatum), kapradina laločnatá (Polystichum aculeatum), prstnatec bezový (Dactylorhiza sambucina), vstavač mužský (Orchis mascula), tařice skalní (Aurinia saxatilis) nebo třemdava bílá (Dictamnus albus). Z živočichů se zde vyskytují užovka stromová (Zamenis longissimus), čáp černý (Ciconia nigra), mlok skvrnitý (Salamandra salamandra), střevle potoční (Phoxinus phoxinus) nebo bolen dravý (Leuciscus aspius).

## Ochrana přírody
Přírodní park je součástí evropsky významné lokality Doupovské hory a zároveň se nachází na území stejnojmenné ptačí oblasti. Maloplošnými zvláště chráněnými územími v přírodním parku jsou národní přírodní rezervace Nebesa a přírodní památky Čedičová žíla Boč a Pastviny u Srní.

### Památné stromy
- Břek u Horního hradu
- Buk k Osvinovu
- Buk u Stráže
- Damická lípa u potoka
- Damický kaštanovník
- Duby u Panské louky
- Jasan u kovárny
- Lípa v Osvinově
- Lípa v Srní
- Lípa ve Stráži
- Pekelská lípa II.
- Pekelský buk
- Slavibojův břek

## Pamětihodnosti
V chráněném území stojí památkově chráněné zříceniny hradů Hauenštejn a Himlštejn. Dalšími památkově chráněnými objekty jsou kostel svatého Petra a Pavla v Krásném Lese, kostel svatého Michaela ve Stráži nad Ohří a drobné objekty nebo stavby lidové architektury v Boči, Malém Hrzíně, Stráži nad Ohří a Krásném lese.